# サイクリン依存性キナーゼ阻害因子
サイクリン依存性キナーゼ阻害因子（サイクリンいぞんせいキナーゼそがいいんし、英: cyclin-dependent kinase inhibitor）は、サイクリン依存性キナーゼ（CDK）を阻害するタンパク質である。CDK阻害因子によって、細胞周期の進行は遅れるかもしくは停止する。CDI、CKI、CDKIなどと略される。CDIは、細胞周期のG1期での停止に関与している。
CDIは小文字の"p"の後に分子量を付けた名称で呼ばれることが多い。

## コードする遺伝子と標的
| タンパク質 | 遺伝子 | 標的                                 |
| ---------- | ------ | ------------------------------------ |
| p16        | CDKN2A | CDK4、CDK6                           |
| p15        | CDKN2B | CDK4                                 |
| p18        | CDKN2C | CDK4、CDK6                           |
| p19        | CDKN2D | CDK4、CDK6                           |
| p21/WAF1   | CDKN1A | サイクリンE1/CDK2                    |
| p27        | CDKN1B | サイクリンD3/CDK4、サイクリンE1/CDK2 |
| p57        | CDKN1C | サイクリンE1/CDK2                    |
| CDKN3      | CDKN3  | CDK2                                 |